# Prosoplus hebridarum
Prosoplus hebridarum är en skalbaggsart som beskrevs av Stefan von Breuning 1961. Prosoplus hebridarum ingår i släktet Prosoplus och familjen långhorningar.
Artens utbredningsområde är Vanuatu. Inga underarter finns listade i Catalogue of Life.